# GeForce FX
GeForce FX чи GeForce 5 (кодова назва NV30) — п’яте покоління графічних мікропроцесорів від компанії  NVidia. Анонс відбувся 18 листопада 2002 року . У цій серії Nvidia першою додала підтримку моделей шейдерів Shader Model 2.0 та підтримку DirectX 9.0 від Microsoft.

## Загальний огляд
Покоління GeForce FX оснащувалось пам’яттю типів DDR, DDR2, GDDR-2 чи GDDR-3. Графічний процесор виготовлявся по технології 130нм. Була реалізована повна підтримка DirectX 9.0b. В серії GeForce FX використовується покращений VPE (Video Processing Engine), який вперше був представлений в поколінні GeForce 4 MX.
Запуск GeForce FX був «паперовим» адже реальні графічні карти на основі нового процесора з’явились тільки під кінець 2002 року, хоча основний конкурент Nvidia, компанія ATI, представила конкуруючу архітектуру на декілька місяців раніше (і це був не «паперовий» анонс, а представлення з реально існуючими графічними картами). Затримка при запуску  NV30 була пов’язана з непередбаченими труднощами при виробництві чипа за новим технологічним процесом у 130 нм.
Слід зазначити, що перші карти на основі NV30, а саме GeForce 5800, оснащувались інноваційною системою охолодження, яка займала два слоти. Вона була дуже шумною, і програвала за цим параметром системі охолодження на картах ATI 9700.

## Специфікація NV30

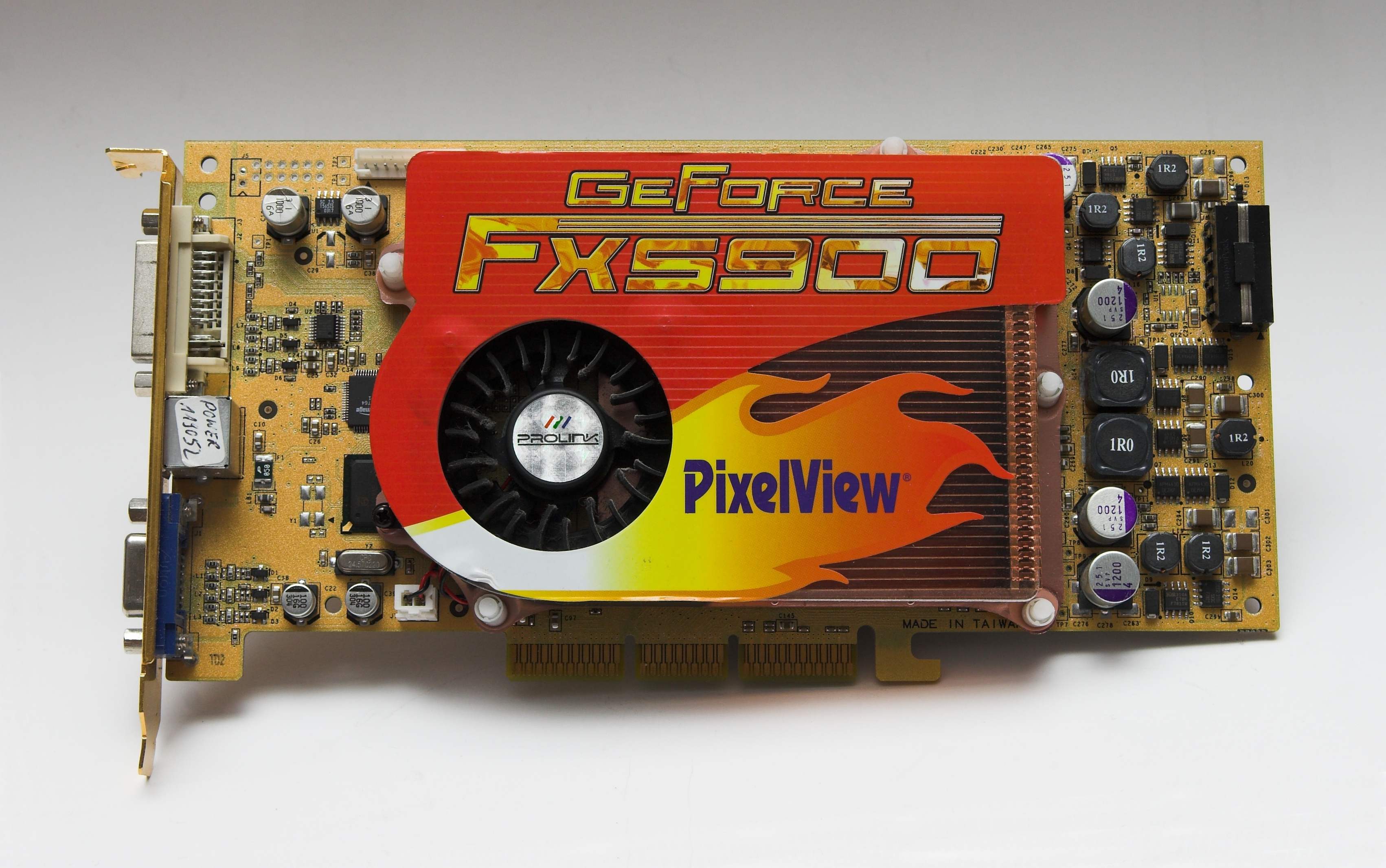
NVidia GeForce FX5900

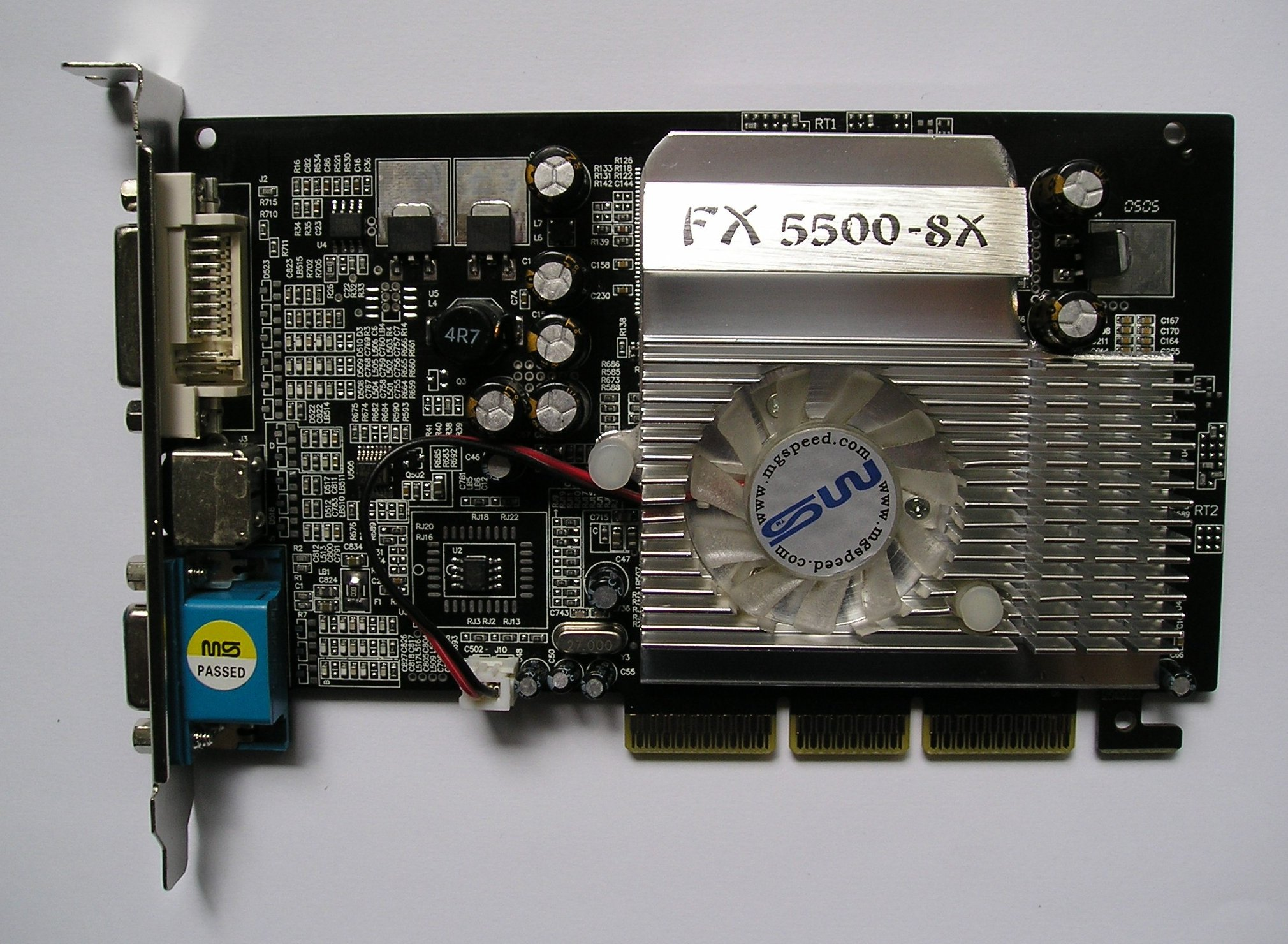
NVidia GeForceFX 5500 SX

- технологічна норма 0.13 мікронів [2]
- 125 мільйонів транзисторів
- 3 геометричні процесори
- 8 піксельних процесорів
- масив з 8–ми конвеєризованих блоків, що фільтрують текстури, який обчислює 8 обраних та відфільтрованих результатів за такт
- системний інтерфейс AGP 3.0 (8х)
- 128-ти бітний інтерфейс локальної пам’яті DDR2
- чотирьохканальний контролер пам’яті
- повне стиснення буфера кадру
- тайлова оптимізація: кешування, стиснення та раннього отсікання невидимих поверхонь (Early HSR)
- підтримка точних цілечисленних форматів (10/16 біт на компоненту), точних плаваючих форматів (16 і 32 біти на компоненту)
- якість анізотропної фільтрації на рівні 8х
- новий гібридні режими — 8х (DirectX та OpenGL) і 6xS (тільки DirectX)
- два вбудованих RAMDAC 400 МГц
- вбудований інтерфейс для зовнішнього TV-Out чипу
- вбудовані в чип три TDMS канали для зовнішніх інтерфейсних DVI чипів

## Продуктивність
Після появи перших графічних карт на основі мікропроцесора NV30 виявилось, що їх продуктивність не досить висока і що вони програють основному конкуренту в обличчі Radeon 9700 на основі графічного мікропроцесору R300. Особливо було помітне зниження продуктивності при роботі, з широко розрекламованою технологією, Shader Model 2. Одним з головних мінусів GeForce FX 5800 була 128 бітна шина пам’яті. Не допомагало навіть використання пам’яті типу GDDR-2.
В іграх карти серії GeForce FX 5800 показували протилежні результати. В Half-Life 2 у GeForce FX 5800 була дуже низька продуктивність, тому компанії розробнику гри прийшлось використовувати режим Shader Model 1.х для оптимізації роботи. З іншого боку в грі Doom 3 продуктивність карти була на дуже високому рівні.

## Лінійка продукції
| Модель                      | Рік      | GPU  | Тех. процес (нм) | Шина        | Обсяг пам'яті (МіБ) | Частота ядра (МГц) | Частота пам'яті (МГц) | Конфіг. ядра1          | Fillrate max (MT/s) | Пам'ять                    | Пам'ять | Пам'ять           | Підтримка API | Підтримка API | Прим. |
| Модель                      | Рік      | GPU  | Тех. процес (нм) | Шина        | Обсяг пам'яті (МіБ) | Частота ядра (МГц) | Частота пам'яті (МГц) | Конфіг. ядра1          | Fillrate max (MT/s) | Пропускна здатність (ГБ/с) | Тип     | Ширина шини (біт) | DirectX       | OpenGL        | Прим. |
| --------------------------- | -------- | ---- | ---------------- | ----------- | ------------------- | ------------------ | --------------------- | ---------------------- | ------------------- | -------------------------- | ------- | ----------------- | ------------- | ------------- | ----- |
| GeForce FX 5200             | бер 2003 | NV34 | 150              | AGP 8x,PCI  | 128, 256            | 250                | 333,400               | 1:2:2:2 *:4:4:4        | 1000                | 2.7,6.4                    | DDR     | 64,128            | 9.0           | 1.5/2.0**     |       |
| GeForce FX 5200 Ultra       | бер 2003 | NV34 | 150              | AGP 8x      | 256                 | 325                | 650                   | 1:2:2:2 *:4:4:4        | 1300                | 10.4                       | DDR     | 128               | 9.0           | 1.5/2.0**     |       |
| GeForce PCX 5300            | 2003     | NV34 | 150              | PCI-e       | 256                 | 250                | 400                   | *:2:4:4                | 1000                | 3.2/6.4                    | DDR     | 64/128            | 9.0           | 1.5/2.0**     |       |
| GeForce FX 5500             | бер 2004 | NV34 | 150              | AGP 8x,PCI  | 128, 256            | 270                | 400                   | 1:2:2:2 *:4:4:4        | 1080                | 3.2, 6.4                   | DDR     | 64, 128           | 9.0           | 1.5/2.0**     |       |
| GeForce FX 5600 XT          | 2003     | NV31 | 130              | AGP 8x      | 128, 256            | 235                | 400                   | 1:2:2:2 *:4:4:4        | 940                 | 6.4                        | DDR     | 128               | 9.0           | 1.5/2.0**     |       |
| GeForce FX 5600             | 2003     | NV31 | 130              | AGP 8x      | 256                 | 325                | 550                   | 1:2:2:2 *:4:4:4        | 1300                | 8.8                        | DDR     | 128               | 9.0           | 1.5/2.0**     |       |
| GeForce FX 5600 Ultra       | бер 2003 | NV31 | 130              | AGP 8x      | 256                 | 350                | 700                   | 1:2:2:2 *:4:4:4        | 1400                | 11.2                       | DDR     | 128               | 9.0           | 1.5/2.0**     |       |
| GeForce FX 5600 Ultra Rev.2 | сер 2003 | NV31 | 130              | AGP 8x      | 256                 | 400                | 800                   | 1:2:2:2 *:4:4:4        | 1600                | 12.8                       | DDR     | 128               | 9.0           | 1.5/2.0**     |       |
| GeForce FX 5700 VE          | 2003     | NV36 | 130              | AGP 8x      | 128, 256            | 300                | 500                   | 3:2:2:2 *:4:4:4        | 1200                | 8.0                        | DDR     | 128               | 9.0           | 1.5/2.0**     |       |
| GeForce FX 5700 LE          | 2003     | NV36 | 130              | AGP 8x, PCI | 256                 | 250                | 400                   | 3:2:2:2 *:4:4:4        | 1000                | 6.4                        | DDR     | 128               | 9.0           | 1.5/2.0**     |       |
| GeForce FX 5700             | 2003     | NV36 | 130              | AGP 8x      | 256                 | 425                | 550                   | 3:2:2:2 *:4:4:4        | 1700                | 8.8                        | DDR     | 128               | 9.0           | 1.5/2.0**     |       |
| GeForce FX 5700 Ultra       | жов 2003 | NV36 | 130              | AGP 8x      | 256                 | 475                | 900                   | 3:2:2:2 *:4:4:4        | 1900                | 14.4                       | GDDR2   | 128               | 9.0           | 1.5/2.0**     |       |
| GeForce FX 5700 Ultra GDDR3 | бер 2004 | NV36 | 130              | AGP 8x      | 256                 | 475                | 950                   | 3:2:2:2 *:4:4:4        | 1900                | 15.2                       | GDDR3   | 128               | 9.0           | 1.5/2.0**     |       |
| GeForce PCX 5750            | 2004     | NV36 | 130              | PCI-E       | 256                 | 425                | 500                   | *:4:4:4                | 1700                | 8.0                        | GDDR3   | 128               | 9.0           | 1.5/2.0**     |       |
| GeForce FX 5800             | січ 2003 | NV30 | 130              | AGP 8x      | 256                 | 400                | 800                   | 2:4:8:8 2:8:8:8 (no Z) | 3200                | 12.8                       | GDDR2   | 128               | 9.0           | 1.5/2.0**     |       |
| GeForce FX 5800 Ultra       | січ 2003 | NV30 | 130              | AGP 8x      | 256                 | 500                | 1000                  | 2:4:8:8 2:8:8:8 (no Z) | 4000                | 16.0                       | GDDR2   | 128               | 9.0           | 1.5/2.0**     |       |
| GeForce FX 5900 XT          | гру 2003 | NV35 | 130              | AGP 8x      | 256                 | 400                | 700                   | 3:4:8:8 3:8:8:8 (no Z) | 3200                | 22.4                       | DDR     | 256               | 9.0           | 1.5/2.0**     |       |
| GeForce FX 5900             | тра 2003 | NV35 | 130              | AGP 8x      | 256                 | 400                | 850                   | 3:4:8:8 3:8:8:8 (no Z) | 3200                | 27.2                       | DDR     | 256               | 9.0           | 1.5/2.0**     |       |
| GeForce FX 5900 Ultra       | тра 2003 | NV35 | 130              | AGP 8x      | 256                 | 450                | 850                   | 3:4:8:8 3:8:8:8 (no Z) | 3600                | 27.2                       | DDR     | 256               | 9.0           | 1.5/2.0**     |       |
| GeForce PCX 5900            | 2004     | NV35 | 130              | PCI-E       | 256                 | 425                | 550                   | 3:4:8:8 3:8:8:8 (no Z) | 3400                | 17.6                       | DDR     | 256               | 9.0           | 1.5/2.0**     |       |
| GeForce FX 5950 Ultra       | жов 2003 | NV38 | 130              | AGP 8x      | 256                 | 475                | 950                   | 3:4:8:8 3:8:8:8 (no Z) | 3800                | 30.4                       | DDR     | 256               | 9.0           | 1.5/2.0**     |       |
| GeForce PCX 5950            | 2004     | NV38 | 130              | PCI-E       | 256                 | 350                | 950                   | 3:4:8:8 3:8:8:8 (no Z) | 3800                | 30.4                       | DDR     | 256               | 9.0           | 1.5/2.0**     |       |

## Підтримка драйверів
NVidia припинила підтримку драйверів для Geforce FX (нижче вказані останні версії драйверів, які офіційно підтримують GeForce FX):
- Windows 9x та Windows ME: 81.98, реліз 21 грудня 2005 року.
- Win2000/XP: 175.19, реліз 9 липня 2008 року.
- Win7/Vista: 96.85, реліз 17 жовтня 2006 року.
- Win7/Vista: 97.34, листопад 2006 року.

## Виноски
1. ↑  NVIDIA GeForce FX или «Начало киносеанса». Архів оригіналу за 1 липня 2009. Процитовано 18 жовтня 2009.
2. ↑  ATi RV250 + R300 and nVidia NV30 specifications. Архів оригіналу за 10 квітня 2011. Процитовано 18 жовтня 2009.